# Daniel Sesma
Daniel Sesma Sorbet (Pamplona, 18 de junio de 1984) es un ciclista navarro que fue profesional entre 2008, cuando debutó en el equipo Orbea, y 2011.
Destaca en su palmarés una victoria de etapa en la prueba amateur, Vuelta a Navarra en 2008, donde también compiten ciclistas de categoría continental.

## Palmarés
2008
- 1 etapa de la Vuelta a Navarra

## Resultados en Grandes Vueltas
Durante su carrera deportiva consiguió los siguientes puestos en las Grandes Vueltas:
| Carrera | Carrera         | 2008 | 2009 | 2010 | 2011  |
| ------- | --------------- | ---- | ---- | ---- | ----- |
|         | Giro de Italia  | —    | —    | —    | 149.º |
|         | Tour de Francia | —    | —    | —    | —     |
|         | Vuelta a España | —    | —    | —    | —     |

—: No participa

## Equipos
- Orbea (2008-2009)
- Euskaltel Euskadi (2010-2011)